# 고쿠후정 (기후현)
고쿠후정(일본어: 国府町)은 일본 기후현 요시키군에 설치되었던 정이다. 2005년 2월 1일 다카야마시에 편입되었다.

## 역사
- 1875년 - 행정구역 통합으로 고쿠후촌이 성립하였다.
- 1889년 7월 1일 - 정촌제 시행으로 고쿠후촌이 촌제를 시행하였다.
- 2005년 1월 1일 - 오노 군 뉴카와 촌·기요미 촌·쇼카와 촌·미야 촌·구구노 정·아사히 촌·다카네 촌, 요시키 군 가미타카라 촌과 함께 다카야마시에 편입되었다.

## 행정

### 역대정장
- 4대 : 키타무라 요시하루(北村喜治) (1994년 10월 9일 - 2005년 2월 1일)
- 3대 : 가와카미 히로유키(川上廣之) (1979년 2월 19일 - 1994년 10월 8일)
- 2대 : 가지야 토시유키(梶屋敏幸) (1967년 1월 - 1979년 2월 18일)
- 1대 : 니지 마사지로(二ッ寺政二郎) (1964년 11월 3일 - 1967년 1월 사망으로 퇴임)

## 교통

### 철도
- 도카이 여객철도 다카야마 본선

### 도로
- 국도 41호선

## 참고 문헌
- 角川日本地名大辞典編纂委員会,『角川日本地名大辞典 21 岐阜県』1980, 角川書店